# Ranunculus marginicola
Ranunculus marginicola — вид квіткових рослин з родини жовтецевих (Ranunculaceae). Синонім: Ranunculus cassubicus subsp. marginicola (Jasiewicz) Jasiewicz.

## Поширення
Росте в Україні, Молдові, Польщі.